# I divertimenti della vita privata
I divertimenti della vita privata er en italiensk film fra 1990 af Cristina Comencini.

## Medvirkende
- Delphine Forest som Mathilde Seurat / Julie Renard
- Christophe Malavoy som Honoré de Dumont
- Giancarlo Giannini som Charles Renard
- Vittorio Gassman som Marquis
- Roberto Infascelli som Jean-Jacques Renard
- Roberto Citran som Belzé
- Natalie Guetta som Nanny